# Die Kanzlei

Logo von Der Dicke

Die Kanzlei ist eine Fernsehserie der ARD, die aus der Serie Der Dicke hervorgegangen ist. Diese wurde 2005 erstmals ausgestrahlt. Die Fernsehserie ist eine Produktion von Studio Hamburg Produktion für Film & Fernsehen GmbH im Auftrag der ARD-Gemeinschaftsredaktion Serien. Ab Staffel 5 übernahm die Letterbox Filmproduktion. Jede Folge hat eine Laufzeit von rund 48 Minuten.
Während der Dreharbeiten zur 5. Staffel der Serie Der Dicke starb der Hauptdarsteller Dieter Pfaff im März 2013. Nach dem Tod des Protagonisten wurde bekannt, dass Herbert Knaup neben Sabine Postel eine neue Hauptrolle erhält. Die Serie wurde unter dem Titel Die Kanzlei fortgesetzt.

## Handlung
In der Serie geht es um den Rechtsanwalt Gregor Ehrenberg, der mit großem Herz, Bauch, Verstand und Selbstbewusstsein, mit Unterstützung seiner Assistentin Yasmin Ülküm sowie seiner unkonventionellen Putzfrau Gudrun den kleinen Leuten hilft und damit seinem eigenen Leben mehr Sinn gibt. Die Serie spielt in Hamburg-Altona. Bei der Arbeit von Ehrenberg stehen nicht unbedingt das juristisch korrekte Handeln und das raffinierte Agieren im Vordergrund, vielmehr hilft er seinen Mandanten mit eher unkonventionellen Mitteln. Weitere Figuren der Serie sind zunächst Ehrenbergs Exfrau sowie die Nachbarin und deren Tochter. Insbesondere die Konflikte mit seiner Exfrau sind dabei häufiges Thema der Folgen. In späteren Folgen wird ihm als weitere Hauptfigur Isabel von Brede zur Seite gestellt. Diese übernimmt häufig die vielversprechenden Fälle und sorgt so für einen Ausgleich gegenüber Ehrenbergs Altruismus.
Eine ständig wiederkehrende Figur ist der Polizist und spätere Ehemann von Gudrun, Gerd Wohlers. Ab Folge 53 tritt auch der Anwalt Markus Gellert auf, der schließlich zum neuen Partner von Isabel von Brede wird.

## Dreharbeiten/Ausstrahlung

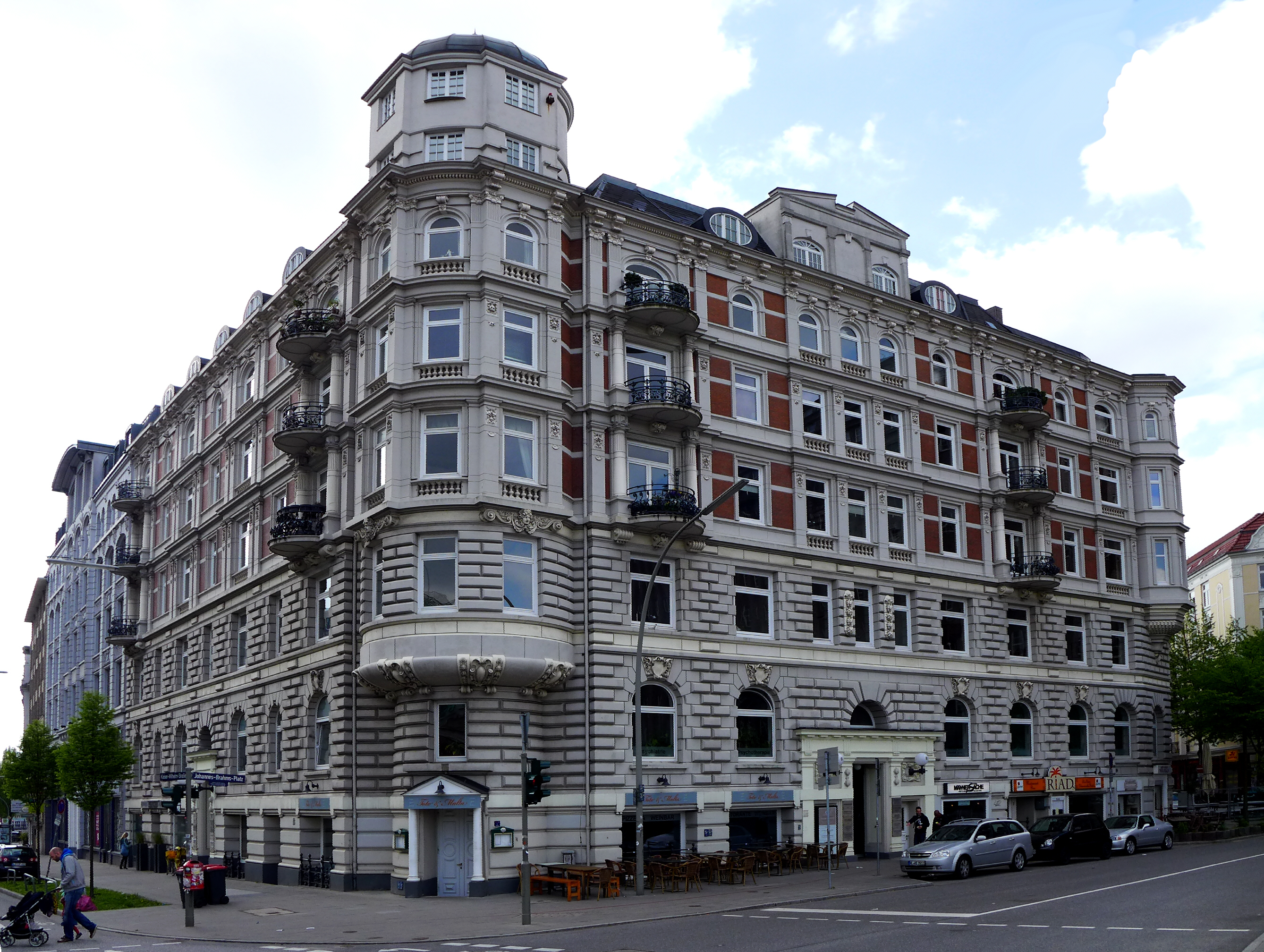
Drehort in der

Die erste Staffel, die 13 Folgen umfasste, wurde ab April 2005 dienstags 20:15 Uhr, zuvor wurde auf diesem Sendeplatz Um Himmels Willen ausgestrahlt, gesendet. Die erste bis dritte Folge der ersten Staffel wurde im November und Dezember 2003 gedreht, die restlichen Folgen wurde von Januar bis Juni 2004 gedreht. Die erste Staffel wurde durchschnittlich von 5,83 Millionen Zuschauern bei einem Marktanteil von 19,5 Prozent gesehen.
Folge 14 bis Folge 19 wurde von Mai bis August 2006, die restlichen Folgen von Januar bis Mai 2007 gedreht. Die Dreharbeiten zur dritten Staffel von Der Dicke, in der Sabine Postel erstmals als Isabel von Brede auftrat und zur Hauptdarstellerin wurde, begannen im Januar 2009 und dauerten bis April 2009. Die vierte Staffel wurde von Anfang August 2010 bis Mai 2011 gedreht.
Am 8. September 2015 begann die Ausstrahlung der ersten Staffel von Die Kanzlei, in deren letzten Folgen Dieter Pfaff wieder als Gregor Ehrenberg zu sehen sein sollte, aber zwischenzeitlich verstorben war, und deren Dreharbeiten am 29. Oktober 2013 begannen. Vom 29. November 2016 bis 17. Januar 2017 wurde im Ersten die zweite Staffel ausgestrahlt. Die Produktion von sechs neuen Folgen begann am 30. Januar 2017. Diese wurden im Herbst 2017 ausgestrahlt. Es folgte die Ausstrahlung einer weiteren Staffel mit elf Folgen von November 2018 bis Januar 2019. Am 14. März 2019 begannen die Dreharbeiten zur vierten Staffel mit dreizehn Folgen, die Folgen wurden zwischen dem 4. August und dem 10. November 2020 ausgestrahlt. Am 26. April 2021 begann der Dreh zu einer 5. Staffel mit 13 Folgen der Serie. Marie Anne Fliegel ist in der Rolle als Mutter von Isa, Marion von Brede, zu sehen. Zudem sind ihr Bruder Egin und Markus Gellerts Vater und Bruder zu sehen. Sophie Dal hat die Serie in dieser Staffel verlassen. Mathilde Bundschuh ist als Charlene Runge die Assistentin der beiden Anwälte. Die Ausstrahlung der Staffel begann am 23. August 2022.
Die Kanzlei von Der Dicke der ersten Staffel befand sich in der Hein-Hoyer-Straße, der zweiten Staffel in der Carsten-Rehder-Straße, der dritten und vierten Staffel in der
Eimsbütteler Chaussee. Der Drehort der ersten Staffel von Die Kanzlei ist in der Leverkusenstraße. Das Anwaltsbüro bis zur fünften Staffel befand sich an der Kaiser-Wilhelm-Straße, in Sichtweite zum Gericht, in dem auch gedreht wurde, gegenüber der Kanzlei befindet sich die Staatsanwaltschaft Hamburg, im Stadtteil Hamburg-Neustadt. Die Räume ab der fünften Staffel befinden sich in einem sanierten Fabrikgelände in Hamburg-Bahrenfeld.

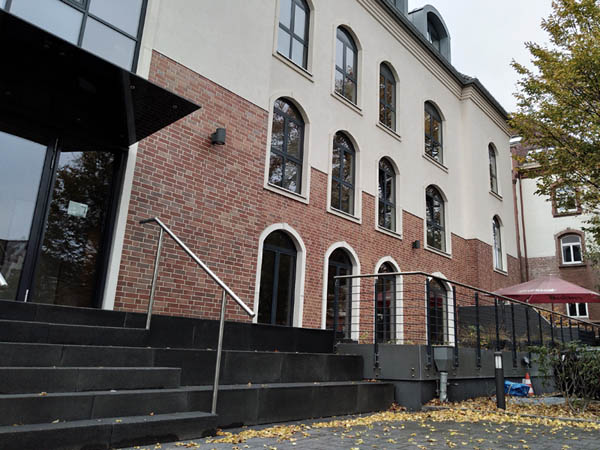
Dieses Gebäude in Hamburg-Bahrenfeld dient für „Die Kanzlei“ als Filmkulisse

Der Rapper Alpa Gun hat in der Folge Stolz und Vorurteil sowie in Neustart einen Gastauftritt.
Im August 2020 wurde bekannt, dass ein Filmableger mit dem Arbeitstitel Springflut (Spin-off) in Hohwacht und Hamburg mit Umgebung der Serie gedreht wurde. Als tatsächlicher Titel wurde Reif für die Insel gewählt. Die Ausstrahlung war ursprünglich für Februar 2021 geplant, erfolgte dann aber erstmals am 25. Februar 2022 im Ersten.

## Besetzung

### Hauptdarsteller
| Schauspieler        | Rolle                          | Bemerkungen | Folgen         | Jahre           |
| ------------------- | ------------------------------ | --- | -------------- | --------------- |
| Dieter Pfaff        | Dr. Gregor Ehrenberg           | Rechtsanwalt; titelgebender Hauptdarsteller; stirbt in Folge 57                                                                          | 1–52           | 2005–2012       |
| Sabine Postel       | Isabel von Brede               | Rechtsanwältin | 27–            | 2009–           |
| Herbert Knaup       | Markus Gellert                 | Rechtsanwalt | 53–            | 2015–           |
| Mathilde Bundschuh  | Charlene „Charlie“ Runge       | zunächst Mandantin, anschließend Reinigungskraft und Computerspezialistin, Tochter von Markus Gellert und Silke Runge                    | 105–           | 2022–           |
| Marie Anne Fliegel  | Marion von Brede               | Mutter von Isabel und Egin von Brede Assistentin in der Kanzlei, ersetzt Yasmin Meckel zunächst Neben-, seit Folge 105 Hauptdarstellerin | 37, 38 46 105– | 2009 2012 2022– |
| Katrin Pollitt      | Gudrun Wohlers (geb. Kowalski) | Reinigungsfachkraft in der Kanzlei und Ehefrau von Gerd Folge 105–110: Mitarbeiterin auf Abruf für spezielle Aufgaben                    | 2–110          | 2005–2022       |
| Sophie Dal          | Yasmin Meckel (geb. Ülküm)     | Assistentin in der Kanzlei und Ehefrau von Lars; Mutter von Marcel und Nesrin; macht ein Jura-Fernstudium                                | 1–105          | 2005–2022       |
| Josef Heynert       | Gerd Wohlers                   | Polizist und Ehemann von Gudrun | 15–            | 2006–           |
| Uwe Bohm            | Gerd Matuschek                 | One Night Stand und nur noch Freund von Isabel wird verhaftet                                                                            | 33–72          | 2009–2017       |
| Matthias Ziesing    | Lars Meckel                    | Ehemann von Yasmin und Vater von Marcel und Nesrin                                                                                       | 33–104         | 2009–2022       |
| Gisela Schneeberger | Christina Ehrenberg            | Erst Rechtsanwältin, später Staatsanwältin und Ex-Ehefrau von Gregor Ehrenberg                                                           | 1–29           | 2005–2009       |
| Walter Kreye        | Martin Brüggemann              | Rechtsanwalt; übernimmt Ehrenbergs alte Kanzlei                                                                                          | 1–29           | 2005–2009       |
| Alina Liss          | Charlotte Schubert             | Tochter von Lisa Schubert | 2–13           | 2005–2006       |
| Ulrike Grote        | Lisa Schubert                  | Ehemalige Nachbarin und Freundin von Gregor Ehrenberg                                                                                    | 2–13           | 2005–2006       |
| Peter Franke        | Norbert Merker                 | Besitzer des Cafés neben Ehrenbergs Kanzlei; Onkel von Bodo Merker                                                                       | 14–26          | 2007–2008       |
| Fabian Meier        | Bodo Merker                    | Neffe von Norbert Merker | 14–52          | 2007–2012       |

Zeitleiste: Der Dicke

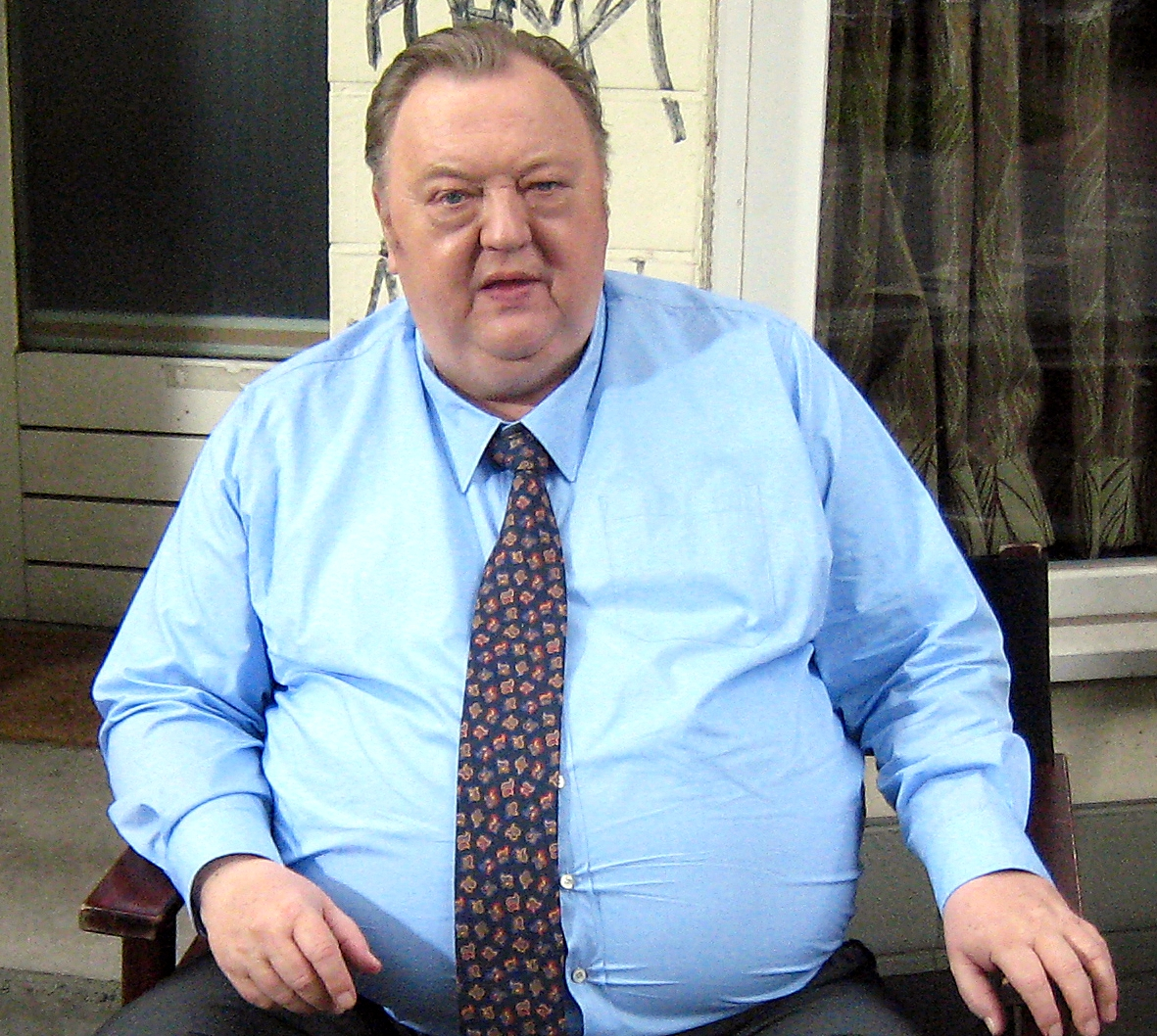
Dieter Pfaff bei den Dreharbeiten zu Der Dicke

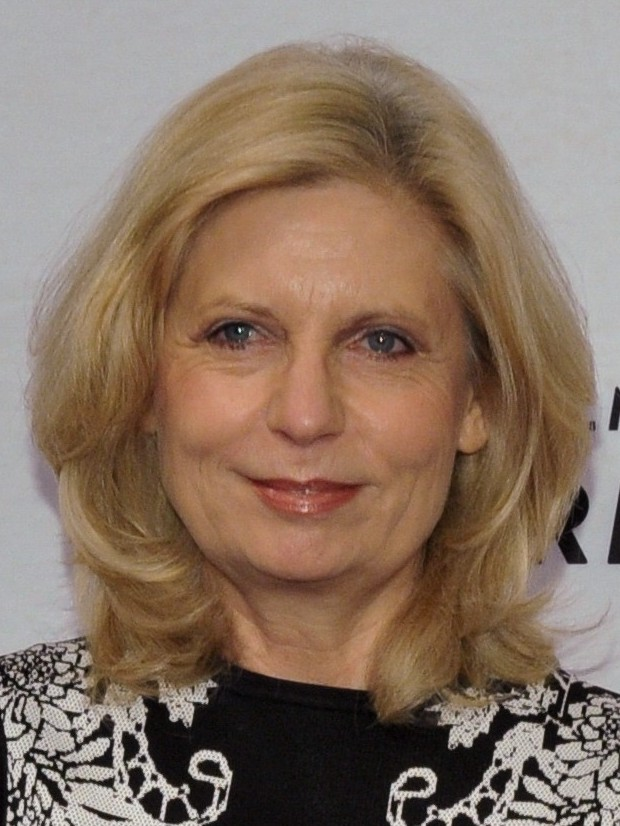
Sabine Postel, ab der dritten Staffel neue Hauptdarstellerin

● Hauptrolle, (N) Nebenrolle, (G) Gastrolle
| Rolle                          | 1 | 2 | 3   | 4 |
| ------------------------------ | - | - | --- | - |
| Dr. Gregor Ehrenberg           | ● | ● | ●   | ● |
| Yasmin Meckel (geb. Ülküm)     | ● | ● | ●   | ● |
| Gudrun Wohlers (geb. Kowalski) | ● | ● | ●   | ● |
| Gerd Wohlers                   |   | ● | ●   | ● |
| Isabel von Brede               |   |   | ●   | ● |
| Gerd Matuschek                 |   |   | ●   | ● |
| Lars Meckel                    |   |   | ●   | ● |
| Christina Ehrenberg            | ● | ● | (G) |   |
| Martin Brüggemann              | ● | ● | (G) |   |
| Charlotte Schubert             | ● |   |     |   |
| Lisa Schubert                  | ● |   |     |   |
| Norbert Merker                 |   | ● |     |   |
| Bodo Merker                    |   | ● | ●   | ● |

Zeitleiste: Die Kanzlei
| Rolle                          | 1 | 2 | 3 | 4 | 5   | 6   |
| ------------------------------ | - | - | - | - | --- | --- |
| Isabel von Brede               | ● | ● | ● | ● | ●   | ●   |
| Markus Gellert                 | ● | ● | ● | ● | ●   | ●   |
| Charlie Runge                  |   |   |   |   | ●   | ●   |
| Marion von Brede               |   |   |   |   | ●   | ●   |
| Yasmin Meckel (geb. Ülküm)     | ● | ● | ● | ● | (G) |     |
| Gudrun Wohlers (geb. Kowalski) | ● | ● | ● | ● | (N) |     |
| Gerd Wohlers                   | ● | ● | ● | ● | (N) | (N) |

### Nebendarsteller
| Schauspieler        | Rolle                             | Bemerkungen                                              | Jahre     |
| ------------------- | --------------------------------- | -------------------------------------------------------- | --------- |
| Badasar Calbiyik    | Galip Ülküm                       | Besitzer einer Döner- und Imbissbude, Cousin von Yasmin  | 2005–2022 |
| Jan Peter Heyne     | Franz Lippert                     | Bauer                                                    | 2005–2016 |
| Robert Gallinowski  | Ole Hansen                        | Kriminalpolizist                                         | 2009–2023 |
| Oliver Wnuk         | Thomas Zuhse                      | Aushilfe; studiert Jura, 2020 Referendar in der Kanzlei  | 2012–2020 |
| Dirk Martens        | Gisbert Rottmann                  | Anwalt; Gegner der Kanzlei                               | 2018–2022 |
| Filip Peeters       | Robert Seebacher                  | Exlebensgefährte von Isabel von Brede                    | 2017–2018 |
| Werner Wölbern      | Staatsanwalt Wärmelskirchen       | Staatsanwalt                                             | 2009–     |
| Esther Schweins     | Staatsanwältin Barbara Geldermann | Staatsanwältin, Freundin von Markus Gellert              | 2020–     |
| Harald Maack        | Dr. Wilhelmy                      | Arzt                                                     | 2005–     |
| Thomas Kügel        | Richter Greinert                  | Richter                                                  | 2007–     |
| Aykut Kayacık       | Hr. Ülküm                         | Vater von Yasmin                                         | 2005–2015 |
| Şiir Eloğlu         | Fr. Ülküm                         | Mutter von Yasmin                                        | 2005–2015 |
| Jürgen Goslar       | Magnus Ehrenberg                  | Vater von Gregor Ehrenberg                               | 2012      |
| Frank Röth          | Egin von Brede                    | Isabel von Bredes Bruder                                 | 2009–2022 |
| Michael Wittenborn  | Paul Siemsen                      | Pensionswirt von Gregor Ehrenberg                        | 2009–2015 |
| Sonsee Neu          | Maja Gellert                      | 2. Ex-Frau von Markus Gellert, Mutter von Viktor Gellert | 2015–2025 |
| Neil Malik Abdullah | Demir Bakhash                     | Fitnesstrainer, Freund von Isabel von Brede              | 2022–     |
| Winnie Böwe         | Silke Runge                       | Mutter von Charlie                                       | 2024      |

## Hintergründe
- Running Gag: In fast jeder Folge wird Frau von Brede mit „Frau von Brede“ gegrüßt und sie antwortet mit „Brede reicht!“. Zudem wird häufig erwähnt, dass Gudrun keine Putzfrau sei, sondern den Ausdruck Reinigungsfachkraft bevorzugt.
- Dieter Pfaff spielte mehrmals schon mit Jan Peter Heyne wie in Balthasar Berg – Sylt sehen und sterben und in Balko. Er spielte auch schon mit Sabine Postel im Tatort Schatten. Mit Michael Wittenborn spielte er in Die Affäre Semmeling und Bloch: Die Lavendelkönigin auch gemeinsam.
- Der Mercedes-Benz, den Ehrenberg fährt, ist eine blaumetallic-farbene „Ur-S-Klasse“, Baureihe Mercedes-Benz W 108.[24]
- Buddy, der Hund Gregor Ehrenbergs der ersten und zweiten Staffel ist ein Borderterrier. Der Hund Teddy der dritten und vierten Staffel ist ein Mischling, mit großem Anteil an Wäller. Teddy ab der ersten Staffel von Die Kanzlei ist ein Goldendoodle.[25]

- Regisseure: 
  - Staffel 1 (1–13): Thomas Jahn, Susanne Hake, Franziska Meyer Price
  - Staffel 2 (14–26): Josh Broecker, Lars Jessen, Nils Willbrandt
  - Staffel 3 (27–39): Josh Broecker, Bernhard Stephan, Marc Brummund, Oliver Dommenget
  - Staffel 4 (40–52): Lars Jessen, Thomas Jauch, Oliver Dommenget, Christoph Schnee, Torsten Wacker
  - Staffel 5 (53–65): Oliver Dommenget, Thomas Jauch, Claudia Garde, Stephan Rick, Torsten Wacker
  - Staffel 6 (66–72): Miko Zeuschner, Andrea Katzenberger, Dirk Pientka
  - Staffel 7 (73–80): Dirk Pientka, Marcus Weiler, Matthias Steurer
  - Staffel 8 (81–91): Maris Pfeiffer, Matthias Steurer, Thomas Jauch
  - Staffel 9 (92–104): Thomas Jauch, Torsten Wacker, Steffi Doehlemann, Dirk Pientka

- Drehbuchautoren: 
  - Staffel 1–9 (1–104): Thorsten Näter

## Rezeption
„Ohne Pfaff fehlt der Pfiff“

„Die Serie erzählt zutiefst menschlich und stellt sich auf die Seite derer, die Unterstützung und Hilfe brauchen. Das hat durchaus mit Dieter Pfaff zu tun. "Die Kanzlei" ist, wie "Der Dicke" damals, eine Art warmherzige Familie.“

„Dieter Pfaff spielt jenen idealistischen Anwalt, der sich für Minderheiten einsetzt.“

## Bücher
- Der Dicke – Die neue Freiheit, 2005, ISBN 3-8025-3456-5.
- Der Dicke – Kleine Fische, 2005, ISBN 3-8025-3457-3.

## DVD
- Der Dicke – Staffel 1
- Der Dicke – Staffel 2
- Der Dicke – Staffel 3
- Der Dicke – Staffel 4
- Die Kanzlei – Staffel 1
- Die Kanzlei – Staffel 2
- Die Kanzlei – Staffel 3
- Die Kanzlei – Staffel 4